# Szczepan Witold Ślaga
Szczepan Witold Ślaga (ur. 26 grudnia 1934 w Łukownicy koło Limanowej, zm. 16 grudnia 1995 w Łodzi) – polski duchowny rzymskokatolicki, profesor doktor habilitowany filozofii, badacz i teoretyk początków życia.

## Życiorys
Wywodził się z rodziny chłopskiej, był piątym dzieckiem Jana i Kunegundy z domu Dziedzic. W latach 1940–1944 uczęszczał do Polskiej Czteroklasowej Szkoły Powszechnej w Łukowicy, a w latach 1944–1947 do Publicznej Szkoły Powszechnej stopnia II im. Klemensa Janickiego w Łukowicy. Ósmą klasę ukończył w 1948 r. w Publicznej Szkole Powszechnej stopnia III w Limanowej, by dziewiątą klasę kontynuować w Prywatnej Szkole Ogólnokształcącej Stopnia Licealnego (obecnie I Liceum Ogólnokształcące im. W. Orkana) w Limanowej. Egzamin maturalny złożył w tym liceum w 1951 r.
W latach 1951–1956 odbył studia filozoficzno-teologiczne w Wyższym Seminarium Duchownym w Łodzi. Święcenia kapłańskie przyjął 26 grudnia 1957 r. z rąk biskupa Michała Klepacza.
Studia specjalistyczne odbył w latach 1956–1961 na Wydziale Filozofii Chrześcijańskiej Katolickiego Uniwersytetu Lubelskiego. W 1961 r. uzyskał magisterium z zakresu filozofii przyrody, na podstawie pracy „Zagadnienie odrębności żywej materii na przykładzie wirusów”, przygotowanej pod kierunkiem ks. prof. Włodzimierza Sedlaka.
Stopień doktora uzyskał w 1965 roku na KUL-u, na podstawie rozprawy „Abiogeneza wobec badań nad wirusami”, napisanej pod kierunkiem ks. prof. dr hab. Stanisława Adamczyka.
W tym samym roku podjął zajęcia dydaktyczne na Akademii Teologii Katolickiej w Warszawie, w Katedrze Filozofii Przyrody, z którą był związany do końca swego życia.
W 1974 r. Rada Wydziału Filozofii Chrześcijańskiej ATK jednogłośnie przyjęła kolokwium habilitacyjne z 11 listopada 1974 r. ks. dra Szczepana W. Ślagi. Podstawą habilitacji był całokształt ogłoszonych drukiem rozpraw z pogranicza biologii teoretycznej, filozofii biologii i filozofii przyrody ożywionej (około 60 pozycji), ze szczególnym uwzględnieniem oryginalnego wkładu w badania nad: Przyrodniczo-filozoficzną problematyką istoty, pochodzenia i ewolucji życia.
Rada Wydziału nadała ks. Śladze stopień naukowy doktora habilitowanego nauk humanistycznych w zakresie filozofii przyrody, wystąpiła nadto z wnioskiem o powierzenie ks. Śladze stanowiska docenta w Katedrze Filozofii Przyrody. Uchwała Rady Wydziału została zatwierdzona przez Centralną Komisję do Spraw Kadr Naukowych przy Prezesie Rady Ministrów pismem z 26 maja 1975 r.
Od 1981 roku kierował Katedrą Filozofii Przyrody. Od 1982 r. profesor nadzwyczajny i od 1993 r. jako profesor zwyczajny. W roku akademickim 1982/83 przebywał Louvain na studiach specjalistycznych. W latach 1965–1995 prowadził zajęcia dydaktyczne z zakresu wstępu do filozofii, filozofii przyrody i metodyki pracy naukowej w Wyższym Seminarium Duchownym w Łodzi.
Opublikował blisko 180 tekstów naukowych. Aktywnie uczestniczył w wielu konferencjach naukowych krajowych i zagranicznych. W swojej pracy naukowej podejmował szereg zagadnień. Były to filozoficzne problemy biologii i jej stosunek do filozofii, zagadnienie istoty życia, problem pochodzenia życia i jego ewolucji, problematyka ewolucjonizmu, badania systemowe nad nauką, analizy metodologiczne poglądów innych autorów (m.in. A. Oparina, M. Eigena, K. Kłósaka, J. Rostanda, H.C. Ureya, W. Sedlaka).
Za osiągnięcia w dziedzinie badań naukowych dwukrotnie otrzymał nagrodę indywidualną III stopnia Ministra Nauki, Szkolnictwa Wyższego i Techniki: w 1977 i w 1980.
10 października 1990 r. odznaczony został przez Prezydenta Lecha Wałęsę Krzyżem Kawalerskim Orderu Odrodzenia Polski.